# Actie 555
Actie 555 was een actiedag van de Samenwerkende Hulporganisaties, Publieke Omroep, RTL en SBS op 26 augustus 2010 waarop geld werd ingezameld voor Giro 555. Het verzamelde geld ging naar de slachtoffers van de aardbeving die Pakistan in juni van dat jaar trof.
Ingeleid door een speciale aflevering van Netwerk werd er op Nederland 2 een avondvullend programma uitgezonden vanuit Studio 24. Ook in de programma’s EénVandaag, On Air en NOVA was er aandacht voor de actie. Bij RTL 4 werd aandacht besteed in EditieNL en RTL Boulevard. Bij SBS6 was er aandacht in de programma's Hart van Nederland en Shownieuws. Ook Radio 2, Radio 538 en 3FM namen deel aan de actiedag. Een gezamenlijke uitzending, zoals bij de aardbeving in Haïti, was er niet. Een centraal belpanel met bekende Nederlanders nam telefonische giften aan vanuit Beeld en Geluid in Hilversum.
De actiedag leverde in totaal ruim 8 miljoen euro op. De Nederlandse regering was verantwoordelijk voor een bijdrage 2 miljoen euro. In totaal kwam er 16 miljoen euro binnen voor Pakistan op Giro 555.